# Canoa Quebrada
Lua com uma estrela, "logotipo" de canoa quebrada
Canoa Quebrada é uma praia localizada no litoral leste do Estado do Ceará,  Distante 163 km de Fortaleza e 12 km da sede do município de Aracati, à qual pertence.
A sua paisagem é caracterizada por dunas e falésias avermelhadas de até trinta metros acima do nível do mar.

## História
A povoação de Canoa Quebrada nasceu a partir do pequeno povoado de pescadores, a Vila do Estevão . Descoberta na década de 1960 por cineastas franceses do movimento em "Nouvelle Vague", a povoação sofreu um choque de culturas, que resultou num sentimento de liberdade que ali impera até hoje.
Reza a tradição local que, de dia, os franceses trabalhavam duro e, à noite, se entregavam a diversão. Por essa razão, uma lua e uma estrela, esculpidas nas falésias, tornaram-se o símbolo do local. Uma outra versão dessa tradição local narra que, na equipe de filmagem, existia um marroquino, de crença islâmica, que sentindo remorsos pelas continuadas farras noturnas, desejava o perdão de Alá. Para se redimir da culpa, mandou esculpir, nas falésias, a lua e a estrela, hoje ícones locais.
A povoação adquiriu fama ao ser descoberta, na década de 1970, pelos "hippies", que ali encontraram um lugar remoto,com grande belezas habitado apenas por uma tribo indígena e alguns pescadores, uma população simples e hospitaleira, que até hoje preservam a tradição de pescar com jangadas no mar. Alguns desses "hippies" fixaram-se no local, casando com os nativos e tendo filhos. Desse modo, é possível encontrar ali muitos descendentes de suíços, franceses e outros europeus. Canoa Quebrada voltou a ser cenário de um filme em 1997, com a produção de Bela Donna, por Bruno Barreto e direção de Fábio Barreto, tendo, a partir de então, se transformado em um dos principais destinos turísticos do Ceará.
À noite, moradores e turistas se encontram na rua principal jocosamente apelidada de "Broadway", embalados pelo ritmo do "Reggae" e do Forró.
Atualmente a região encontra-se protegida através da Área de Proteção Ambiental de Canoa Quebrada (APACQ),com cerca de setenta mil hectares.
A praia foi cenário das primeiras gravações de Malhação 2009, produzida e exibida pela Globo.

## População e serviço público

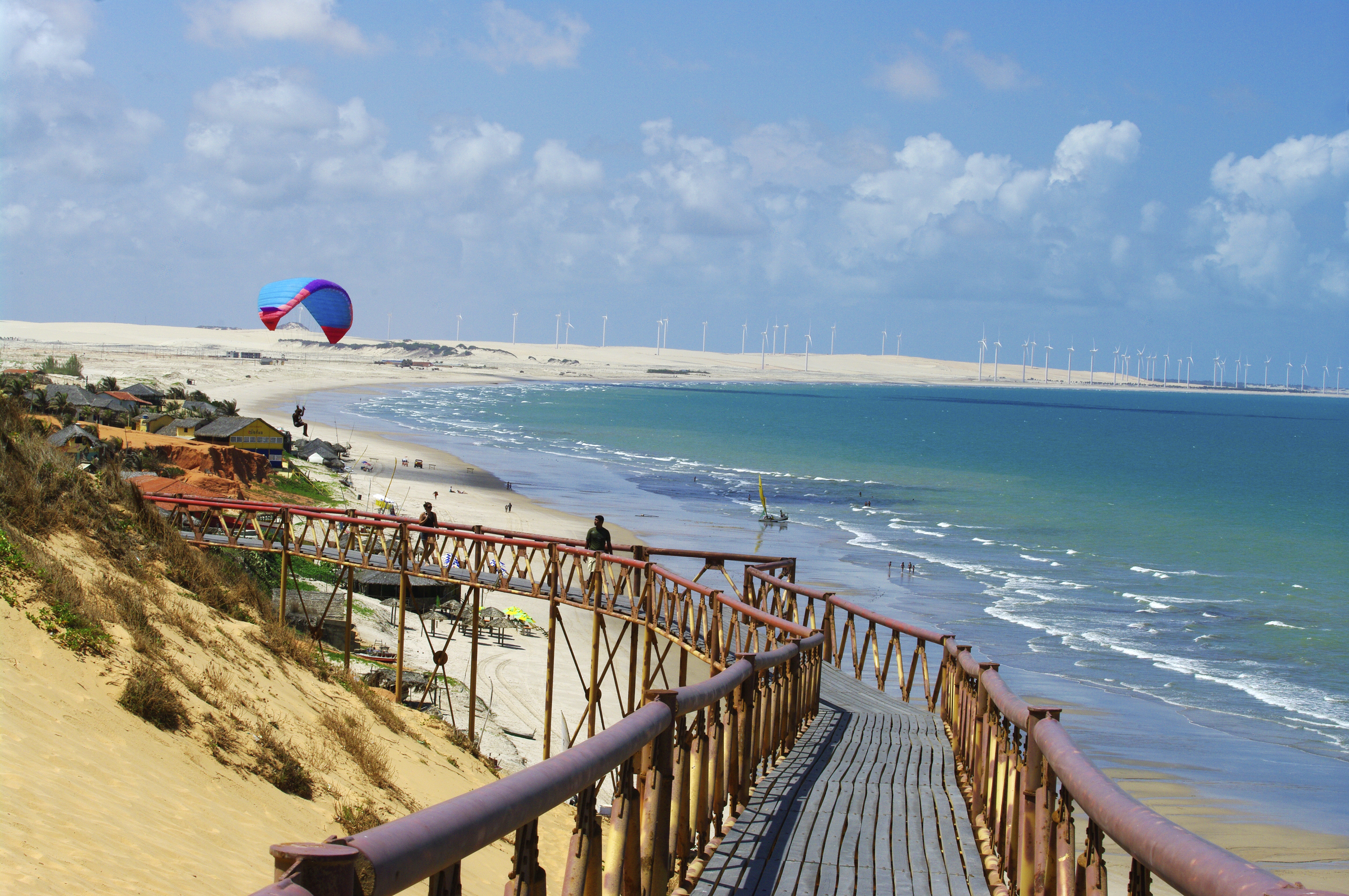
Vista da Praia de Canoa Quebrada e o Parque eólico de Aracati ao fundo.

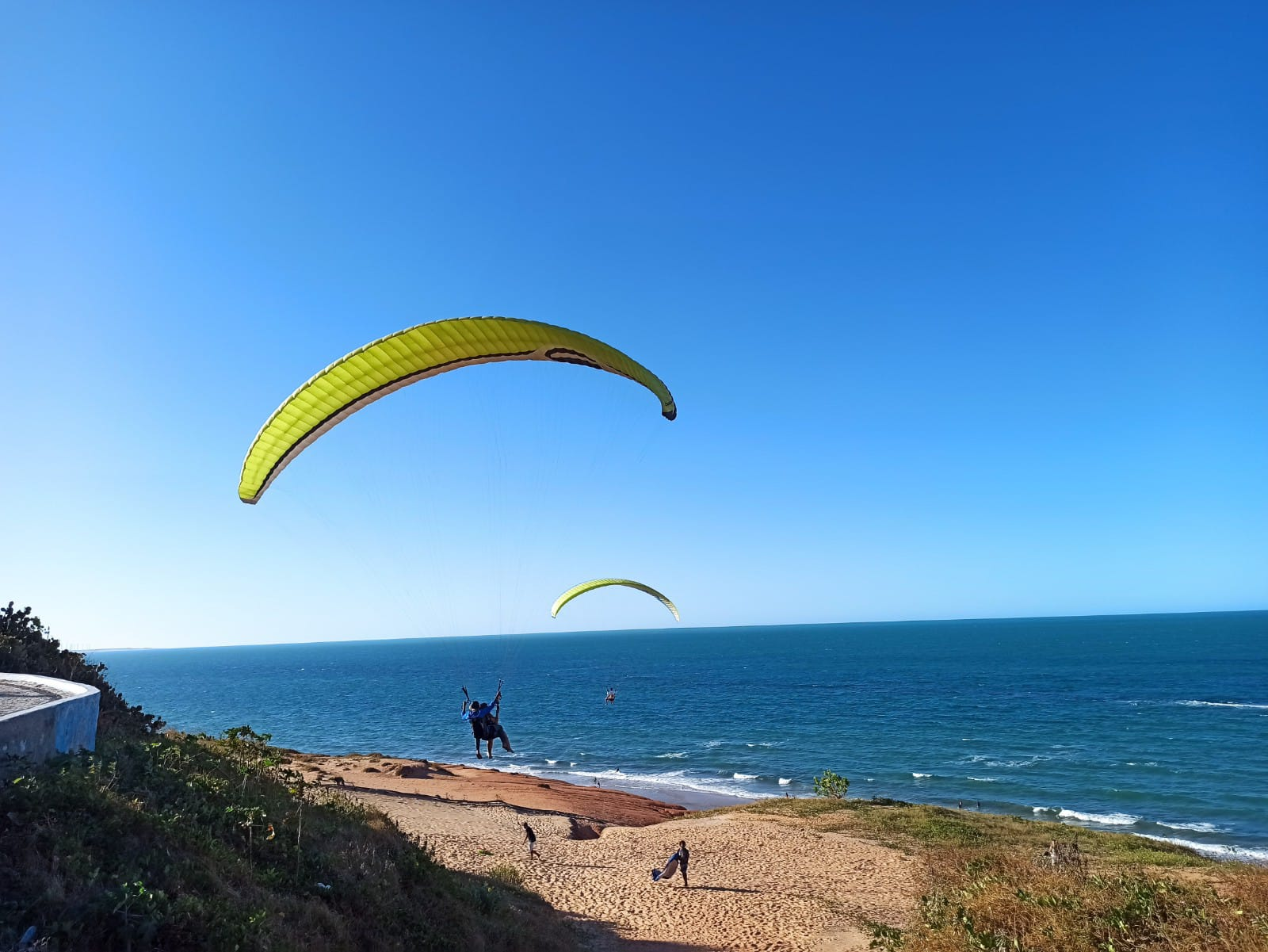
Um dos destaques do turismo de Canoa Quebrada é a prática do parapente.

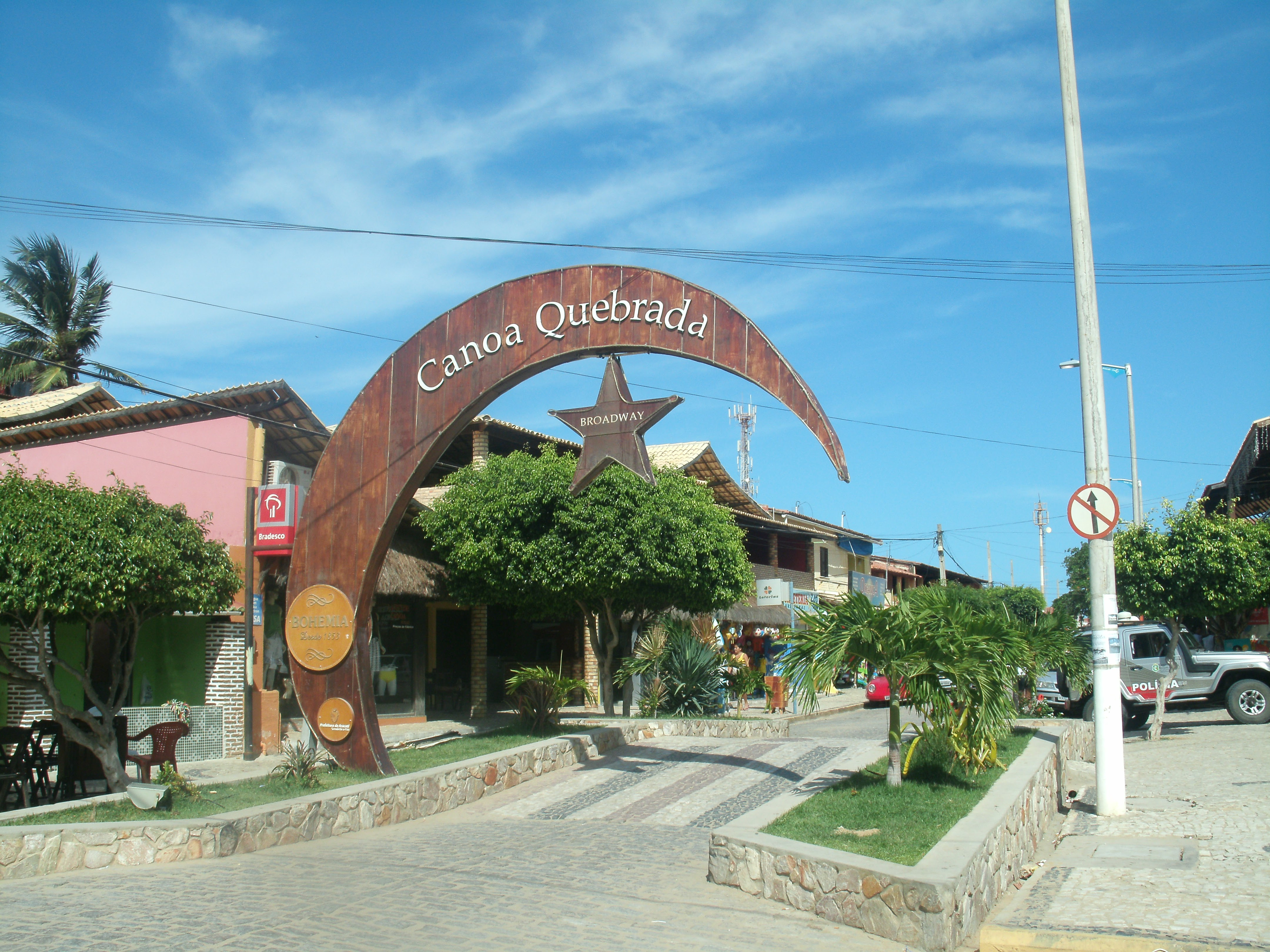
Vista da entrada da Broadway, Praia de Canoa Quebrada

O povoamento no local chegou a aproximadamente 4.052 (sendo 2.073 mulheres e 1.979 homens) em 2007, sendo que foram registrados 4.154 moradas (que 98% tinha energia elétrica, 95% água corrente, 98% coleta de lixo e 95% são construções de alvenaria)
O povoado também tem quatro escolas, sendo duas públicas e ensino básico, além da Biblioteca comunitária Eulina Freire dos Santos, sem contar a sede da prefeituras. Também se tem lá duas agências bancária do BB e Bradesco, e dos Correios.
Canoa quebrada, assim como outras praias cearenses, possuem campos eólicos localizados em canoa quebrada.